# Elliot Ingber
Elliot Ingber (24 de agosto de 1941-18 de enero de 2025)[cita requerida] fue un guitarrista estadounidense.

## Biografía
En 1966, se unió a The Mothers of Invention y estuvo presente en su álbum de debut Freak Outǃ Después de ser despedido de la banda por Frank Zappa, Ingber ayudó a formar Fraternity of Man, que publicó dos álbumes. Posteriormente se unió a Captain Beefheart's Magic Band donde recibió el apodo Winged Eel Fingerling por Beefheart.  En 1995, Ingber reformó Fraternity of Man con el vocalista original Lawrence "Stash" Wagner para grabar y publicara récord y liberar un tercer álbum liberado bajo un tercer álbum con el sello Malibu Records.
Su hermano Ira Ingber es también un músico prominente.

## Discografía
- The Moondogs: Moondog (195?, 7", USA, ?)
- The Moondogs: Mooncat (195?, 7", USA, ?)
- The Gamblers: Moon Dawg (1960, 7", USA, World Pacific Single #815)
- Dee D. Hope: California Surfer (1963, 7", USA, Jolum J-100)
- Bobby James (a/k/a Bobby Jameson): Let's Surf b/w Take This Lollipop (1963, 7", USA, Jolum J-102)
- The Mothers of Invention: Freak Out! (1) (1966, 2lp, USA, Verve)
- Fraternity of Man: Fraternity of Man (1) (1968, lp, USA, ABC Records abc s 647) - feat. Elliot Ingber; incl. "Oh No I Don't Believe It" (Frank Zappa)
- Michele: Saturn Rings (1969, lp, USA, ?) - feat. Elliot Ingber & Lowell George
- Fraternity of Man: Get it On! (2) (1969, lp, USA, ?) - feat. Elliot Ingber & Lowell George
- Canned Heat: Hallelujah (4) (1969, lp, USA, ?) - feat. Henry Vestine, Elliot Ingber
- The Mothers of Invention: Mothermania (6) (1969, lp, USA, Verve)
- Little Feat: Little Feat (1971, lp, USA, Warner Bros. records) - feat. Lowell George, Roy Estrada, Ry Cooder, Elliot Ingber
- Shakey Jake Harris: The Devil's Harmonica (1972, lp, USA, Polydor) - feat. Elliot Ingber
- Captain Beefheart: The Spotlight Kid (6) (1972, lp, USA, Reprise)
- Captain Beefheart and the Magic Band: Bluejeans and Moonbeams (9) (1974, lp, USA, Mercury)
- Little Feat: Waiting for Columbus (1978, lp, USA, Warner Bros. Records) - feat. Lowell George, incl. "Don't Bogart That Joint" (Elliot Ingber, Lawrence Wagner)
- Juicy Groove: First Taste (1978, Picture Disc, USA, Payola Records) - feat. Elliot Ingber
- The Grandmothers: Grandmothers (1) (1981, lp, ger, line records 6.24636 ap) - feat. Various Ex-moi
- Little Feat: Hoy-hoy! (1981, lp, USA, ?) - feat. Lowell George, Elliot Ingber, Roy Estrada, Ry Cooder
- The Grandmothers: Lookin' Up Granny's Dress (2) (1982, lp, USA, Rhino Records rnlp 804) - feat. Various Ex-moi; incl. Zappa compositions
- The Grandmothers: Fan Club Talk lp (3) (1983, lp, USA, Panda 001)
- Frank Zappa: You Can't Do That On Stage Anymore vol. 5 (58) (1992, 2 CD, USA, Ryko)
- Lowell George & The Factory: Lightning-rod Man (1993, CD, FR, Edsel Records) - feat. Frank Zappa, Elliot Ingber, Roy Estrada, Ian Underwood
- The Grandmothers: A Mother of an Anthology (1993, CD, USA, One Way Records ow 28880)  = compilation + extra tracks
- Fraternity of Man: "X" (3) (1995, CD, USA, San Francisco Sound sfs 09930 da) - feat. Elliot Ingber, Lawrence Wagner & Ira Ingber; incl. 'Everybody's Rockin (r.collins)
- Various Artists: Cowabunga! The Surf Box (19??, CD, USA, Rhino r2 72418) - incl. The Gamblers: Moon Dawg
- Frank Zappa: The Lost Episodes (64) (1996, CD, USA, Ryko) [track 21 "Alley Cat" 1969 w/ Captain Beefheart & John "Drumbo French]
- Frank Zappa: Mystery Disc (67) (1998, CD, USA, Ryko)
- Captain Beefheart & His Magic Band: Grow Fins (1999, 5 cd-box, USA, Revenant Records revenant 210)
- Little Feat: Hotcakes & Outtakes: 30 Years of Little Feat (2000, CD, ?) - feat. Lowell George, Roy Estrada, Elliot Ingber, Ry Cooder
- Elliot Ingber: The The The The (2001, CD, Japan, ?)
- Frank Zappa: The Mofo Project/Object (77) (2006, 2 CD, USA, Zappa Records)
- Frank Zappa: The Mofo Project/Object (78) (2006, 4 CD, USA, Zappa Records)